# جون تودور (لاعب كرة قاعدة)
جون تودور (بالإنجليزية: John Tudor) هو لاعب كرة قاعدة أمريكي، ولد في 2 فبراير 1954 في سكنيكتادي في الولايات المتحدة.

## وصلات خارجية
- جون تودور على موقعبيزبول رفرنس.كوم (الدوري الرئيسي) (الإنجليزية)
- جون تودور على موقعبيزبول رفرنس.كوم (الدوري الثانوي) (الإنجليزية)
- جون تودور على موقع مشجعي الرسوم البيانية (الإنجليزية)